# 拓北車站

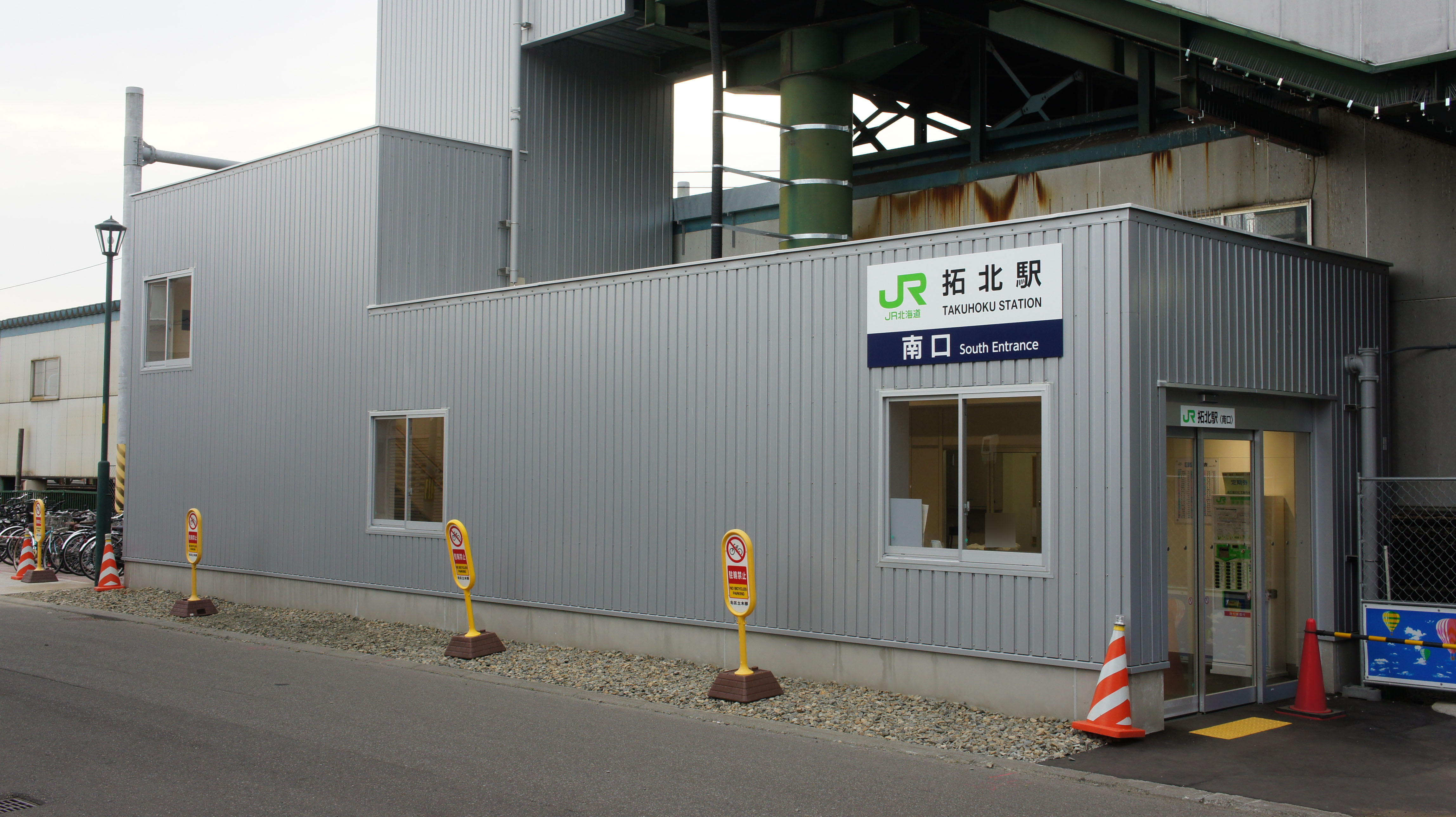
南方出口站房（搬遷後）
（2017年5月）

拓北站（日语：／ Takuhoku eki */?）是位於北海道札幌市北區拓北6條3丁目9番1號，隸屬於北海道旅客鐵道（JR北海道）札沼線（學園都市線）的鐵路車站。車站編號為G09。電報略號為。

## 歷史
車站周圍主要是由泥碳地組成，難以開發農業的區域。北海道工人住宅生活協同組合（住宅生協）於1963年開始於當地發展「向日葵團地」。在聽取該團地居民的要求設置新車站後，決定設置本車站。
- 1967年（昭和42年）12月15日 - 日本國有鐵道（國鐵）札沼線東篠路站開始營業。為處理旅客業務的業務委託車站，當時為側式月台1面1線的車站。
- 1987年（昭和62年）4月1日 - 由於國鐵分割民營化，車站由JR北海道管理。
- 1991年（平成3年）3月16日 - 札沼線的暱稱設定為「學園都市線」[1][2]。
- 1995年（平成7年）3月16日 - 改稱為拓北站。同時車站複線化，增設月台變成2面2線的車站，並設置跨線橋。站房同時改建。
- 1997年（平成9年）3月22日 - 札沼線（學園都市線）篠路車站至愛之里教育大車站（包含本車站）路段全面複線化。
- 2000年（平成12年） - 札沼線（學園都市線）桑園車站至石狩月形車站路段引入自動進路制御裝置（PRC）。
- 2006年（平成18年）1月 - 引入自動列車導向裝置。並設置按方向的導向用液晶顯示屏。
- 2007年（平成19年）10月1日 - 設定車站編號（G09）[3]。
- 2008年（平成20年）10月25日 - 開始使用智能車票「Kitaca」[4]。
- 2012年（平成24年）6月1日 - 札沼線桑園站至北海道醫療大學車站正式電氣化（交流電20,000V、50Hz）[5][6]。
- 2017年（平成29年）
  - 3月15日 - 南方入口進行搬遷。
  - 3月30日 - 設置升降機。

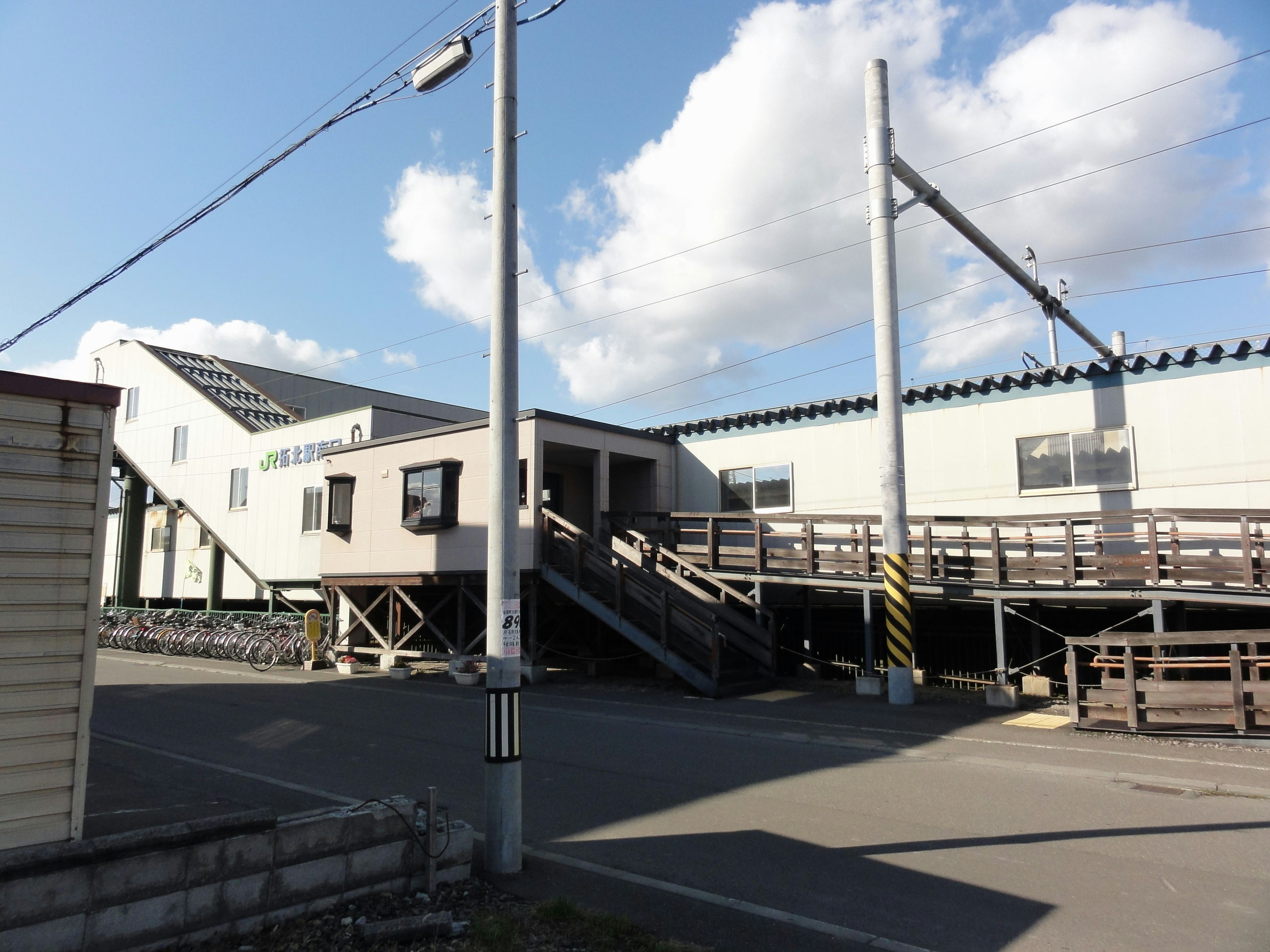
南方入口站房（搬遷前） （2012年10月）
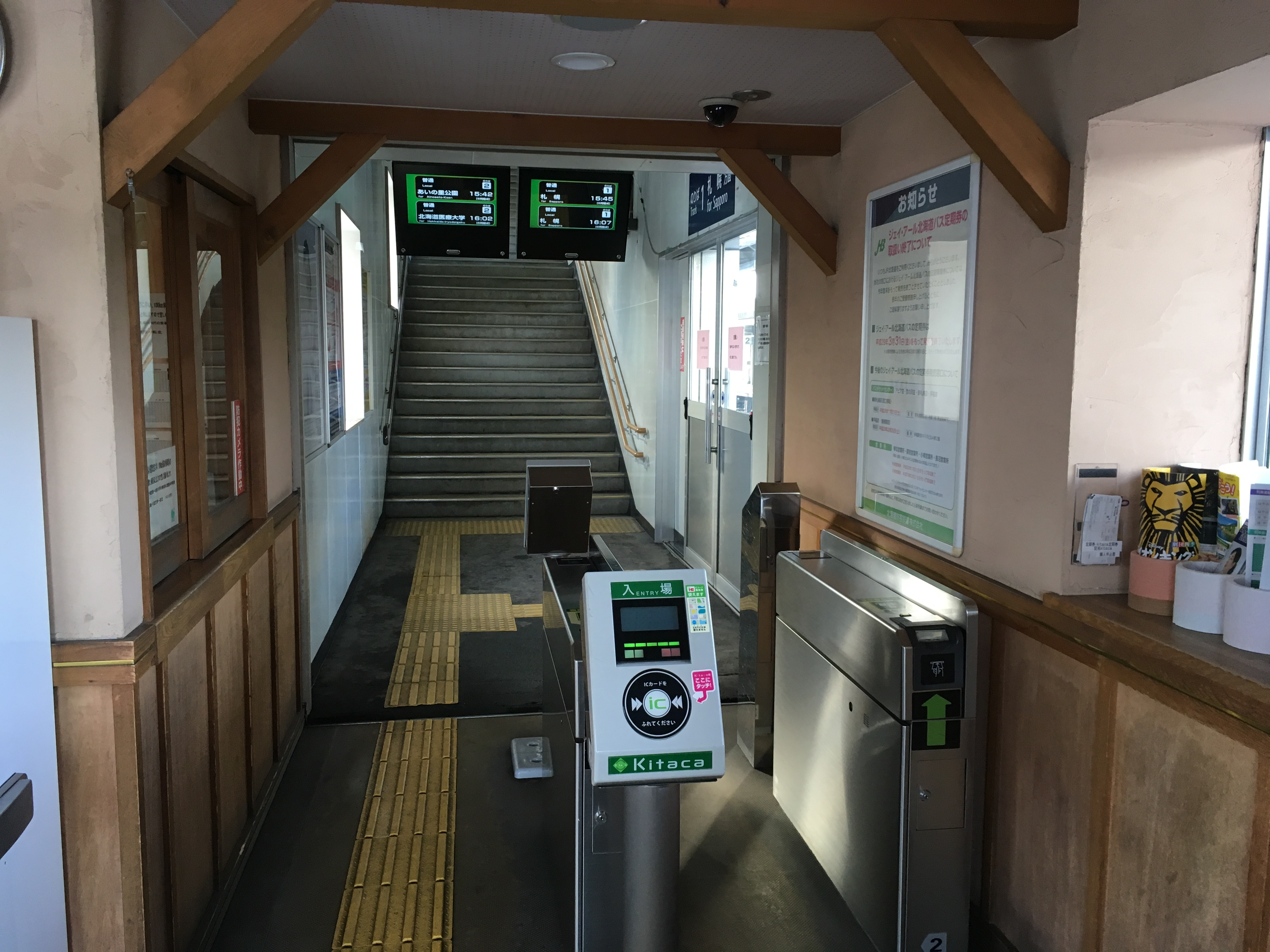
舊自動閘機 （南方入口站房搬遷前） （2017年3月）

## 車站構造
現時為側式月台2面2線的地面車站。站房位於車站北側。
由桑園車站管理的業務委託車站（北海道JR Servicenet），北方出口設有綠窗口（營業時間5時30分至0時30分）、自動售票機及自動閘機（對應Kitaca及磁性票）。而南方入口為無人狀態，設有簡易自動售票機及簡易自動閘機（對應Kitaca及磁性票）。

### 月台設置
| 月台 | 路線                  | 方向 | 目的地                               |
| ---- | --------------------- | ---- | ------------------------------------ |
| 1    | ■札沼線（學園都市線） | 上行 | 桑園、札幌方向                       |
| 2    | ■札沼線（學園都市線） | 下行 | 愛之里公園、當別、北海道醫療大學方向 |

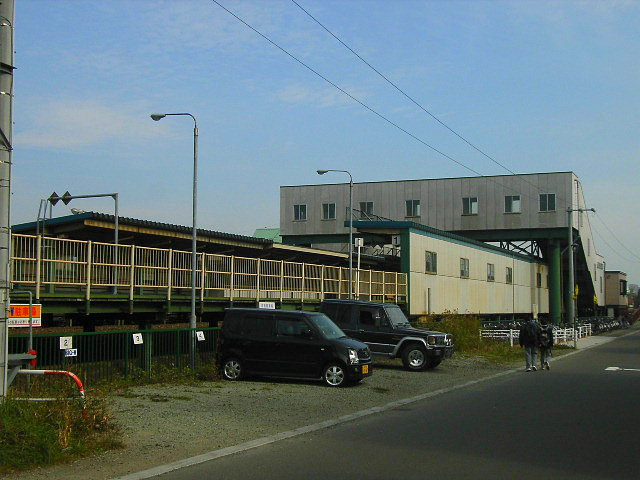
車站南側（2004年10月）
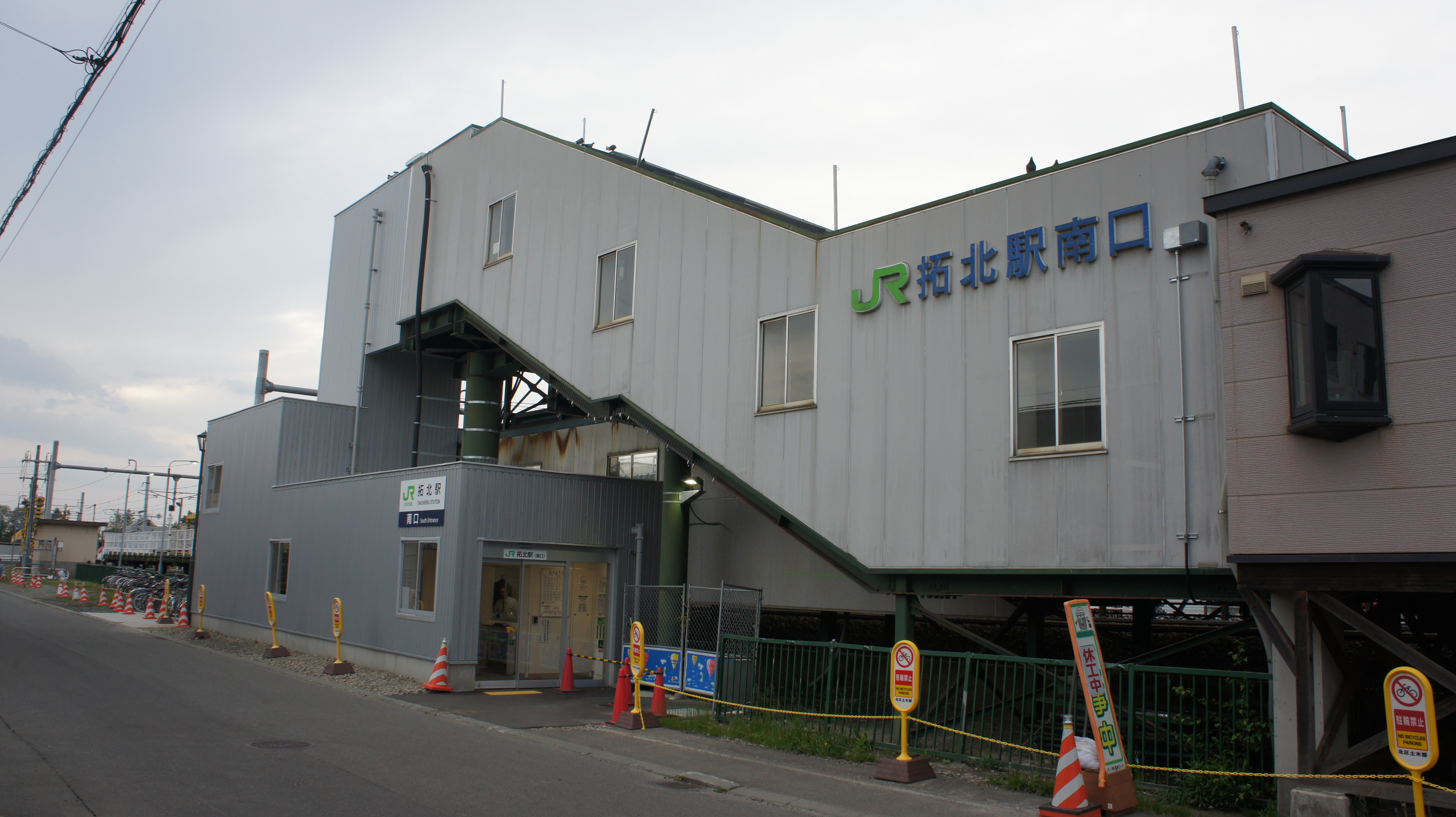
南方入口（2017年5月）
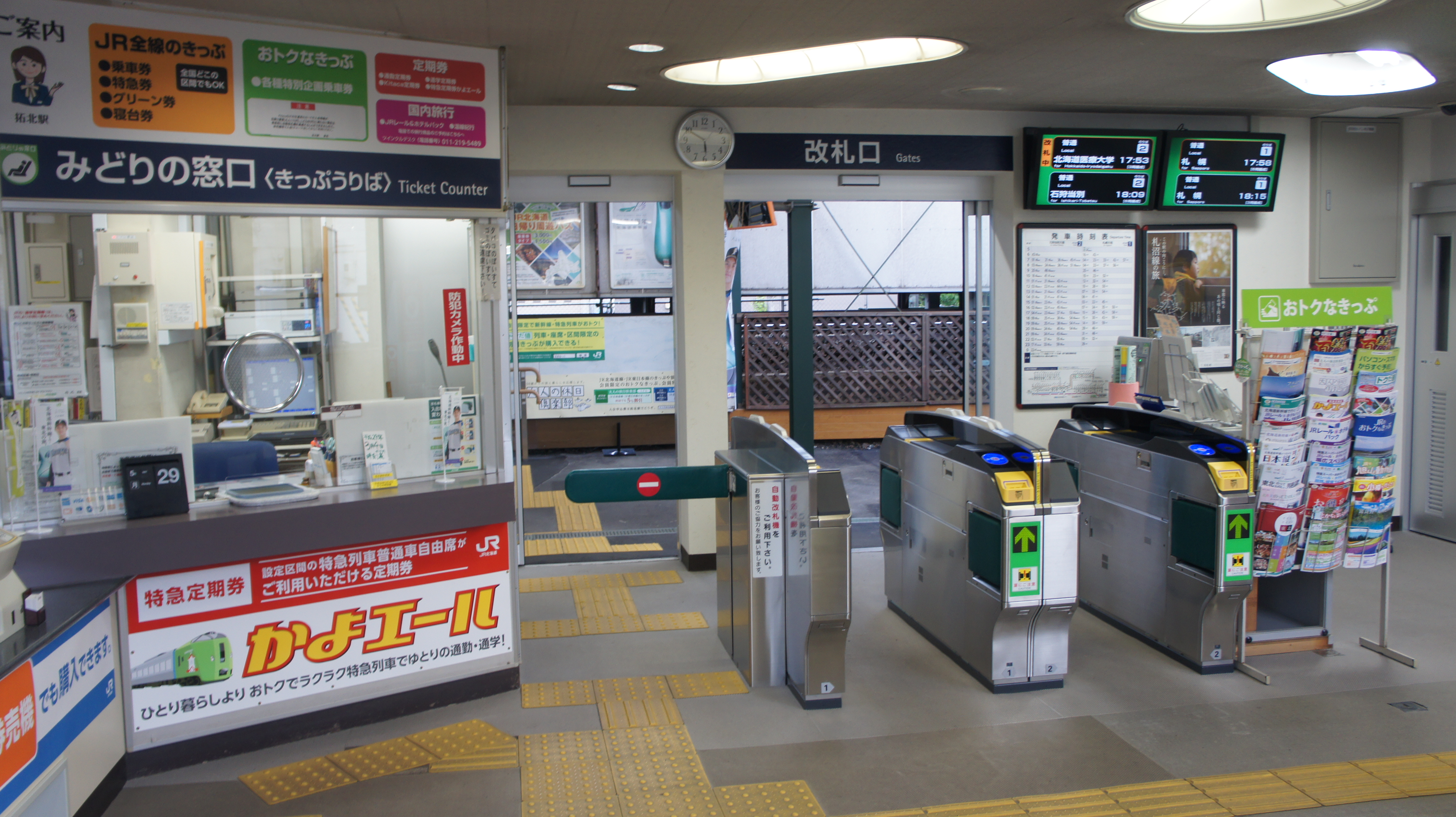
自動閘機（北方入口） （2017年5月）
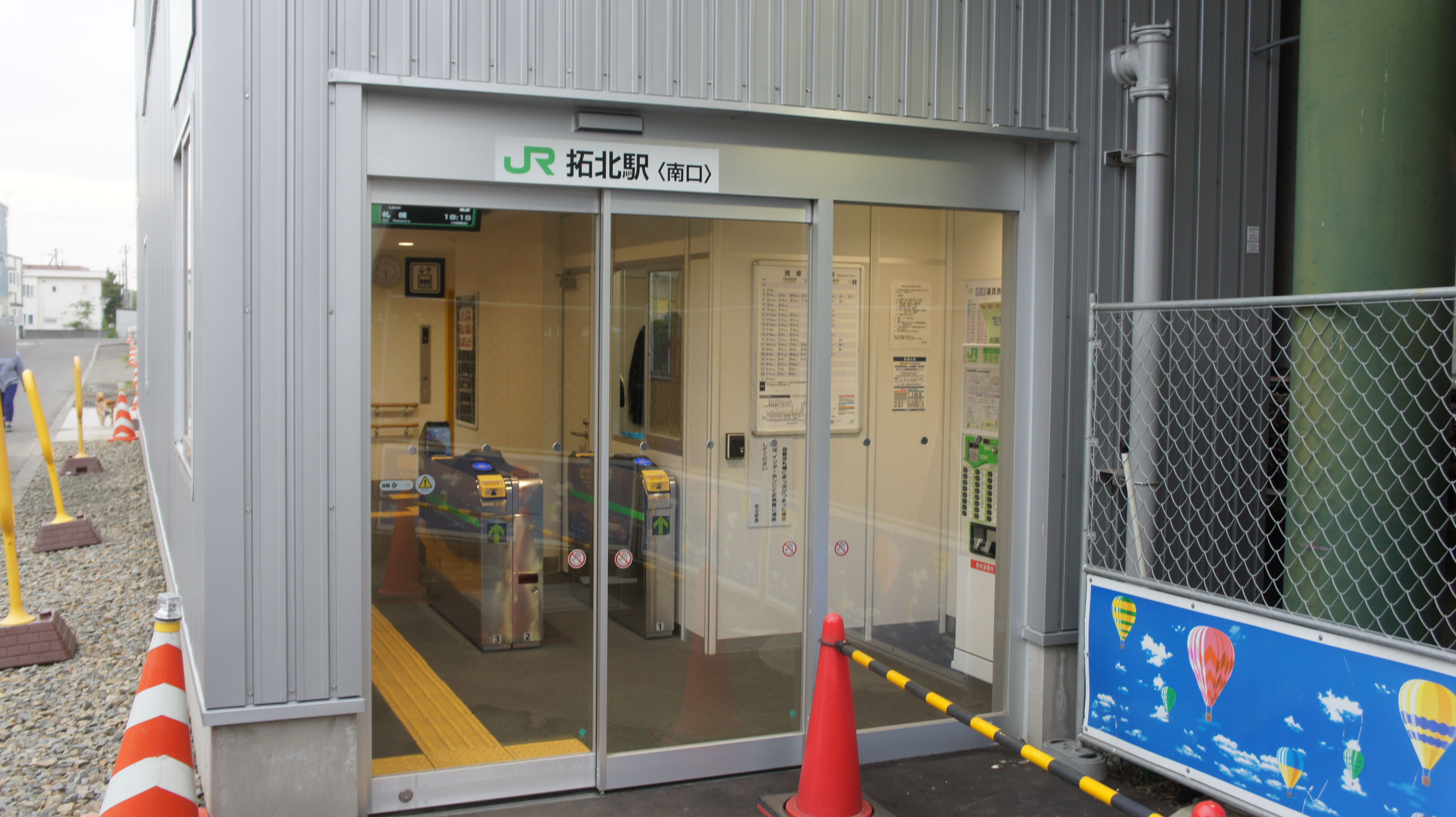
新自動閘機（南方入口） （2017年5月）

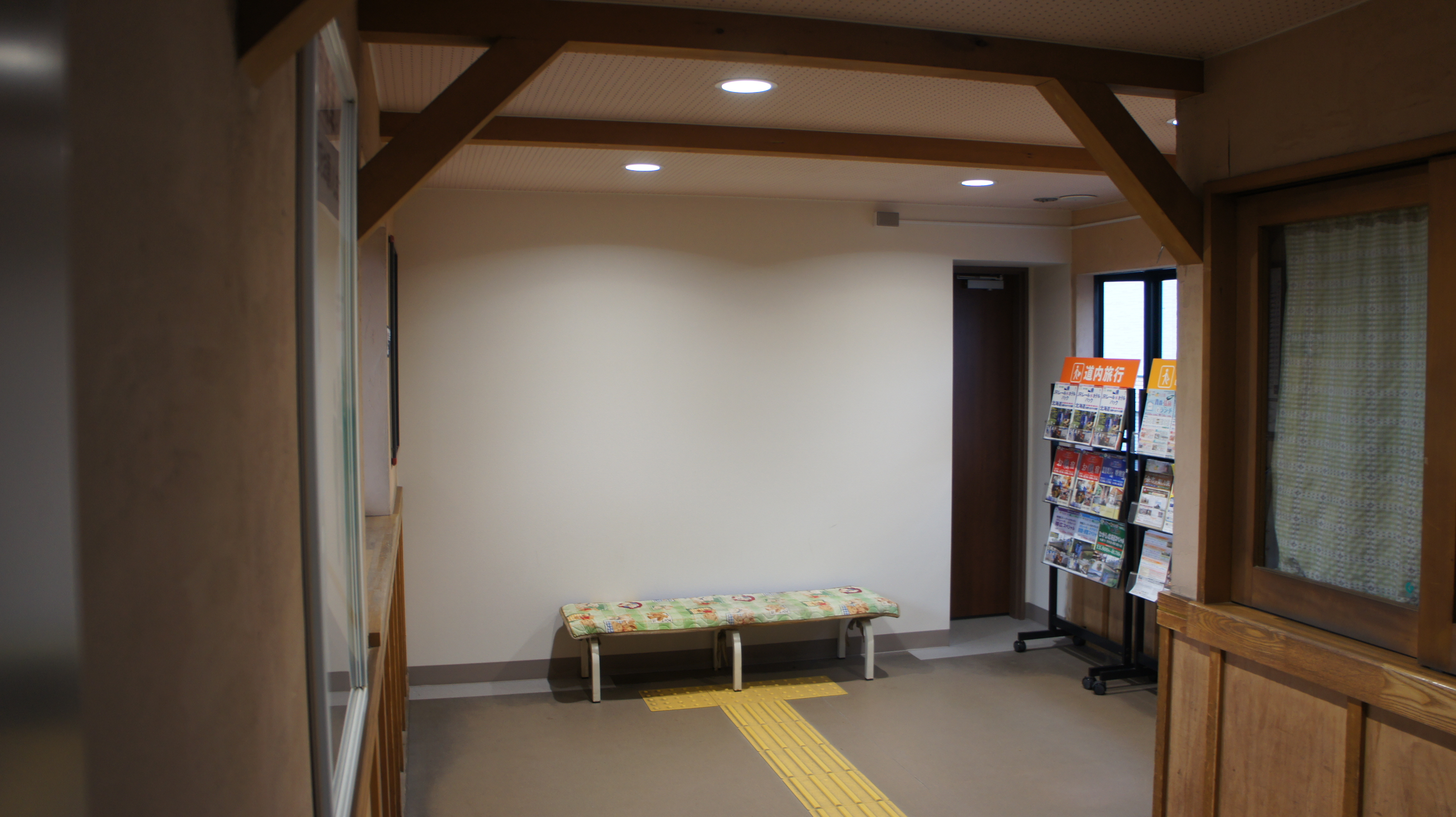
候車室（南方入口） （2017年5月）
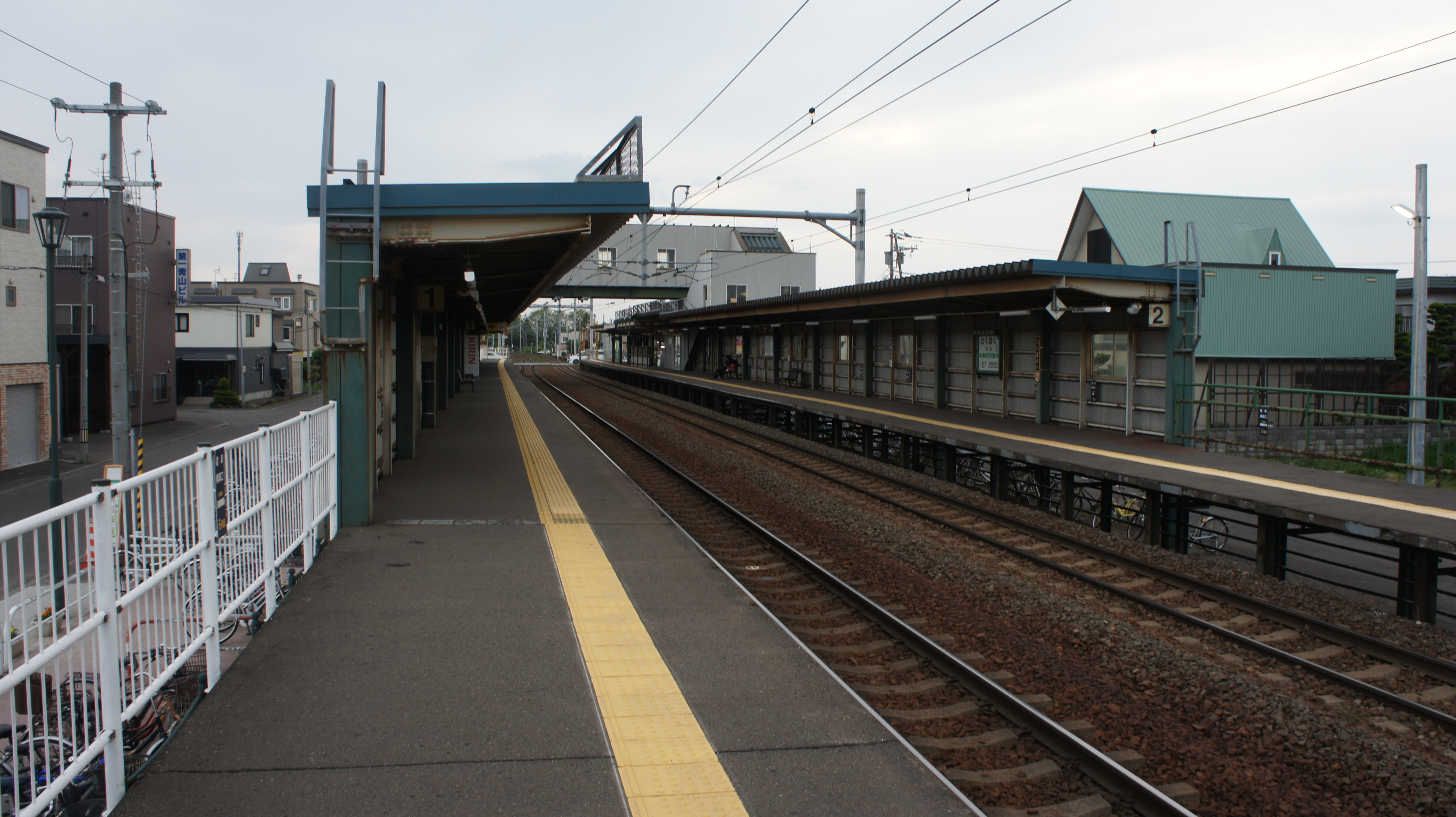
月台（2017年5月）
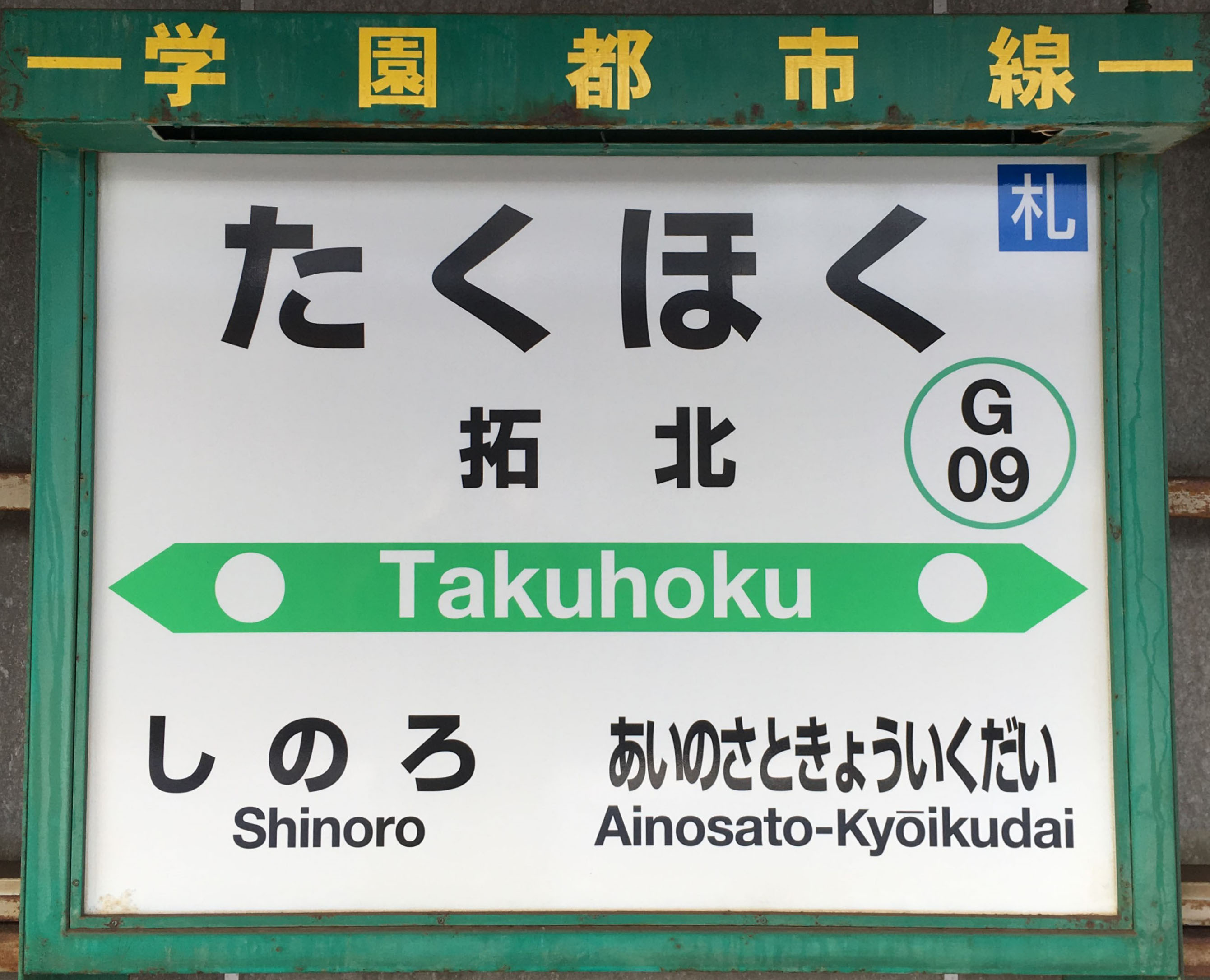
站名牌（2017年3月）

## 載客量
| 載客量 | 載客量       |
| 年份   | 每天平均人次 |
| ------ | ------------ |
| 1970年 | 1,440        |
| 1975年 | 2,372        |
| 1980年 | 2,270        |
| 1985年 | 2,462        |
| 1990年 | 3,556        |
| 1995年 | 4,176        |
| 2000年 | 3,896        |
| 2001年 | 3,880        |
| 2002年 | 4,044        |
| 2003年 | 4,218        |
| 2004年 | 4,262        |
| 2005年 | 4,382        |
| 2006年 | 4,436        |
| 2007年 | 4,552        |
| 2008年 | 4,552        |
| 2009年 | 4,448        |
| 2010年 | 4,534        |
| 2011年 | 4,610        |
| 2012年 | 4,636        |
| 2013年 | 4,792        |
| 2014年 | 4,836        |
| 2015年 | 4,858        |

## 車站周邊
車站前並沒有形成商店街。周圍主要是住宅區，約500米外出現農田及牧場。住宅集中在與鄰近車站的連接的東側及西南側。
- 札幌拓北郵局
- 北陸銀行麻生分店東篠路出張所
- 北海道札幌英藍高等學校
- 札幌市立篠路中學
- 札幌市立拓北小學
- 札幌三育小學
- 北海道中央巴士「向日葵團地」站牌

## 相鄰車站
北海道旅客鐵道（JR北海道）
■札沼線（學園都市線）
篠路（G08）－拓北（G09）－愛之里教育大（G10）

## 外部連結
- 拓北站結構圖（JR北海道） （页面存档备份，存于）